# Ulkerup-Sjælene
Ulkerup-Sjælene er ni kutteklædte figurer der står ved Ulkerup Landsbyen midt i Ulkerup Skov i Odsherred. Figurerne forestiller Ulkerupfolket, som blev fordrevet fra Ulkerup Landsbyen i Ulkerup Skov. I september 2010 gav Miljøministeriet og Skov- og Naturstyrelsen tilladelse til at samlingen af figurer blev stillet op, de blev fremvist til offentligheden den 4. juni 2011, hvor mange borgere var mødt op for at se dem. Tilladelse er givet til og med 2017, hvor Odsherred Kommune, igen skal søge om en forlængelse af den nuværende tilladelse. 
Figurere er lavet af Per Pandrup og formgivet af Keramisk Formgiver Martin Nybo Jensen, de første syv figurer er placeret i en rundkreds, mens de to sidste figur står et stykke væk ved siden af hinanden, de blev som de sidste opstillet den 13. januar 2012. 
På figurerne har Per Pandrup lavet er nogle identifikation på hver enkelt figur, som er taget for den religiøse verden og for mytologien, Hjertet er kærlighed, korset er tro, ankeret er håb, Yggdrasil er livets træ, tyren er et tegn for Homo sapiens, fleur-de-lis repræsenterer naturen, ildhjulet er Solen, spiralen er tegn for Universet, og den sidste er et symbol for håndværk, en skyttel til en væv.
Ifølge legenden kan man hører Ulkerup-sjælene hviske sammen, når man passerer dem i tusmørke, det siges at figurerne bliver levede, så de kan besøge deres tidligere hjem i skoven. 